# Kim Kyung-tae (Biathlet)
Kim Kyung-tae (* 23. Dezember 1980) ist ein ehemaliger südkoreanischer Biathlet.
Kim Kyung-tae gehörte zu Beginn der 2000er Jahre zum südkoreanischen Biathlon-Nationalkader. In Hochfilzen gab er zum Auftakt der Saison 2000/01 sein internationales Debüt und wurde 107. eines Einzels. Ein paar Wochen später erreichte er als 94. eines Sprints in Osrblie erstmals ein zweistelliges Resultat. Ein erster Karrierehöhepunkt waren die Biathlon-Weltmeisterschaften 2001 in Pokljuka. Kim startete im Sprint, bei dem er den 94. Rang belegt und im Einzel, wo er mit Platz 73 im Einzel zugleich sein bestes Weltcupresultat erreichte. In der Saison 2001/02 kam er zu keinen Weltcupstarts, sporadisch nahm er wieder in der Saison 2002/03 an Weltcuprennen teil. Zum erneuten Höhepunkt wurden die Biathlon-Weltmeisterschaften 2003 in Chanty-Mansijsk, bei dem Kim Kyung-tae 90. des Einzels und 76. des Sprints wurde. Kurz zuvor nahm er in Aomori schon an den Winterasienspielen teil, bei denen er 12. des Sprints sowie Zehnter der Verfolgung wurde und mit Son Hae-kwam, Shin Byung-kook und Park Yun-bae im Staffelrennen die Silbermedaille gewann.

## Biathlon-Weltcup-Platzierungen
Die Tabelle zeigt alle Platzierungen (je nach Austragungsjahr einschließlich Olympische Spiele und Weltmeisterschaften).
- 1.–3. Platz: Anzahl der Podiumsplatzierungen
- Top 10: Anzahl der Platzierungen unter den ersten zehn (einschließlich Podium)
- Punkteränge: Anzahl der Platzierungen innerhalb der Punkteränge (einschließlich Podium und Top 10)
- Starts: Anzahl gelaufener Rennen in der jeweiligen Disziplin
- Staffel: inklusive Mixed- und Single-Mixed-Staffeln

| Platzierung | Einzel | Sprint | Verfolgung | Massenstart | Staffel | Gesamt |
| ----------- | ------ | ------ | ---------- | ----------- | ------- | ------ |
| 1. Platz    |        |        |            |             |         |        |
| 2. Platz    |        |        |            |             |         |        |
| 3. Platz    |        |        |            |             |         |        |
| Top 10      |        |        |            |             |         |        |
| Punkteränge |        |        |            |             |         |        |
| Starts      | 4      | 8      |            |             |         | 12     |